# Liste von Kraftwerken in Tadschikistan
Die Kraftwerke in Tadschikistan werden sowohl auf einer Karte als auch in Tabellen (mit Kennzahlen) dargestellt. Die Liste ist nicht vollständig.

## Installierte Leistung und Jahreserzeugung
Im Jahr 2016 lag Tadschikistan bzgl. der installierten Leistung mit 5.508 MW an Stelle 78 und bzgl. der jährlichen Erzeugung mit 17,03 Mrd. kWh an Stelle 85 in der Welt.

## Kalorische Kraftwerke
| Name des Kraftwerks | Inst. Leistung (MW) | Brennstoff | Status     |
| ------------------- | ------------------- | ---------- | ---------- |
| Duschanbe           | 198                 | Schweröl   | in Betrieb |
| Jowon               | 180                 | Schweröl   | in Betrieb |

## Wasserkraftwerke
In der Tabelle sind nur Wasserkraftwerke mit einer installierten Leistung > 100 MW aufgeführt.
| Name des Kraftwerks | Inst. Leistung (MW) | Fluss    | Status     |
| ------------------- | ------------------- | -------- | ---------- |
| Baipasa             | 600                 | Wachsch  | in Betrieb |
| Golownaja           | 240                 | Wachsch  | in Betrieb |
| Kairakkum           | 126                 | Syrdarja | in Betrieb |
| Nurek               | 3.000               | Wachsch  | in Betrieb |
| Rogun               | 3.600               | Wachsch  | in Bau     |
| Sangtuda 1          | 670                 | Wachsch  | in Betrieb |
| Sangtuda 2          | 220                 | Wachsch  | in Betrieb |